# 副总警监

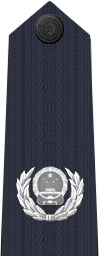
副总警监警衔肩章

副总警监为中华人民共和国人民警察警衔体系的第二等级，由国务院总理授予省部级副职警官（一般为公安部副部长、国家安全部副部长、兼任副市长的直辖市公安局局长、兼任副省长或自治区副主席的公安厅厅长）。现行制式衬衣为白色，标志为橄榄枝环绕半周的中华人民共和国国徽图案。

## 名单

### 公安系统

#### 1990年代授予/晋升
- 1992年12月11日授予12名
  - 田期玉，时任公安部党委副书记、副部长
  - 俞雷，时任公安部党委委员、副部长
  - 白景富，时任公安部党委委员、副部长
  - 蒋先进，时任公安部党委委员、副部长、政治部主任
  - 胡之光，时任公安部党委委员、纪委书记
  - 苏仲祥，时任北京市委常委、政法委书记，市公安局局长
  - 宋平顺，时任天津市副市长，市政法委书记，市公安局局长
  - 夏仲烈，时任浙江省委常委、政法委书记，省公安厅厅长
  - 王胜俊，时任安徽省委常委、政法委书记，省公安厅厅长
  - 林超群，时任广西自治区委常委、政法委书记，自治区公安厅厅长
  - 王金堂，时任甘肃省委常委，副省长、省公安厅厅长
  - 唐正人，时任青海省委常委，省公安厅厅长

- 1993年6月授予 
  - 陈邦国，重庆市委常委、政法委书记、市公安局党组书记

- 1993年10月9日授予2名/晋升5名
  - 斯大孝，时任浙江省委常委、政法委书记，省公安厅厅长
  - 刘荣礼，时任湖北省委常委、政法委书记，省公安厅厅长
  - 牟新生，时任公安部副部长（由二级警监晋升副总警监）
  - 朱达人，时任上海市委常委、政法委书记，市公安局局长（由一级警监晋升副总警监）
  - 陈绍基，时任广东省委常委、政法委书记，省公安厅厅长（由一级警监晋升副总警监）
  - 牛平，时任四川省委常委、政法委书记，省公安厅厅长（由二级警监晋升副总警监）
  - 艾丕善，时任陕西省委常委，省公安厅厅长（由一级警监晋升副总警监）

- 1994年1月10日晋升 
  - 周岐顺，时任西藏自治区副主席、自治区公安厅党委书记（由一级警监晋升副总警监）

- 1994年8月晋升 
  - 黄松禄，时任福建省委常委、政法委书记、省公安厅党委书记、厅长

- 1994年12月授予2名 
  - 李明朝，时任江苏省委常委，省公安厅厅长
  - 子成（藏族），时任西藏自治区委常委、政法委书记、公安厅党委书记

- 1995年9月授予 
  - 万继生，时任内蒙古自治区委常委、政法委书记，自治区公安厅党委书记

- 1995年11月晋升2名 
  - 李纪周，时任公安部副部长（由一级警监晋升副总警监）
  - 罗锋，时任公安部党委委员、纪委书记（由一级警监晋升副总警监）

- 1996年1月晋升 
  - 祝春林，时任公安部党委委员，政治部主任

- 1996年4月授予 
  - 赵永吉，时任吉林省委常委、政法委书记，省公安厅厅长

- 1996年6月晋升
  - 陈瑞鼎，时任安徽省委常委，省公安厅厅长

- 1996年12月晋升 
  - 李贻衡，时任湖南省委常委，省公安厅厅长

- 1998年2月晋升 
  - 张秀明，时任新疆自治区委常委、政法委书记，自治区公安厅厅长

- 1998年4月授予/晋升2名
  - 刘云耕，时任上海市委常委、政法委书记，市公安局局长
  - 高新亭，时任山东省委常委、政法委书记，省公安厅厅长（由一级警监晋升副总警监）

- 1998年12月3日授予1名/晋升4名 
  - 王东华，时任黑龙江省副省长、省公安厅党委书记
  - 朱恩涛，时任公安部部长助理（由一级警监晋升副总警监）
  - 张良基，时任北京市市长助理、市公安局局长（由一级警监晋升副总警监）
  - 王明义，时任河南省副省长、省公安厅厅长（由一级警监晋升副总警监）
  - 姜延虎，时任贵州省委常委、政法委书记，省公安厅厅长（由一级警监晋升副总警监）

- 1998－1999年间授予/晋升2名 
  - 陈训秋，时任湖北省委常委、政法委书记，省公安厅党委书记、厅长
  - 俞国行，时任浙江省委常委、省公安厅厅长（由一级警监晋升副总警监）

- 1999年6月27日授予 
  - 强卫，时任北京市委常委、政法委书记，市公安局局长

#### 2000年代授予/晋升
- 2001年4月5日授予/晋升4名
  - 刘京，公安部副部长
  - 杨焕宁（第1次授予），公安部副部长（由一级警监晋升副总警监）
  - 孙明山，公安部党委委员、政治部主任（由一级警监晋升副总警监）
  - 李顺桃，宁夏回族自治区委常委、政法委书记，自治区公安厅厅长（由一级警监晋升副总警监）

- 2002年9月4日授予/晋升4名 
  - 梁国聚，广东省委常委、政法委书记，省公安厅厅长(晋升副总警监）
  - 吴志明，上海市委常委、政法委书记，市公安局局长(晋升副总警监）
  - 朱明国(黎族)，重庆市委常委、政法委书记，市公安局局长 (晋升副总警监）
  - 周本顺，时任湖南省委常委、政法委书记，省公安厅厅长(晋升副总警监）

- 2003年7月12日授予/晋升5名 
  - 杨安和，山西省委常委、省公安厅厅长（由一级警监晋升副总警监）
  - 王辉忠，浙江省委常委、省公安厅厅长（由一级警监晋升副总警监）
  - 蔡安季，江西省副省长、省公安厅厅长（由一级警监晋升副总警监）
  - 郑少三，湖北省委常委、政法委书记，省公安厅厅长
  - 杨松，时任西藏自治区委副书记、政法委书记，自治区公安厅厅长

- 2004年7月30日授予/晋升4名 
  - 秦玉海，河南省副省长、省公安厅厅长
  - 孟宏伟，公安部副部长（由一级警监晋升副总警监）
  - 马振川，北京市委常委、市公安局局长（由一级警监晋升副总警监）
  - 李江，湖南省委常委、政法委书记，省公安厅厅长

- 2005年4月21日授予/晋升4名 
  - 刘金国，公安部副部长
  - 张新枫，公安部副部长（由一级警监晋升副总警监）
  - 刘德，公安部副部长（由一级警监晋升副总警监）
  - 聂文权，吉林省委常委、政法委书记、省公安厅厅长

- 2005年10月26日授予/晋升2名 
  - 罗啸天，内蒙古区委常委、政法委书记、公安厅党委书记
  - 王宾宜，西藏自治区党委常委、政法委副书记、公安厅党委书记、厅长（由一级警监晋升副总警监）

- 2005年12月15日授予 
  - 刘光磊，贵州省委常委，政法委书记，省公安厅厅长

- 2006年10月授予 
  - 宋洪武，陕西省委常委、政法委书记、公安厅党委书记

- 2006年12月19日授予 
  - 鲍绍坤，福建省委常委、政法委书记、公安厅厅长

- 2007年5月24日授予/晋升7名 
  - 杜玉林，山西省委常委、政法委书记、省公安厅党委书记、厅长
  - 徐立全，安徽省委常委、政法委书记、省公安厅党委书记、厅长
  - 曾页九，江西省政协副主席，省政府党组成员，省公安厅党委书记、厅长（由一级警监晋升副总警监）
  - 崔亚东，贵州省委常委、省委政法委书记、省公安厅党委书记、厅长（由一级警监晋升副总警监）
  - 孟苏铁，云南省委常委、省委政法委书记，省公安厅党委书记、厅长（由一级警监晋升副总警监）
  - 柳耀华，新疆自治区第九届政协副主席、自治区纪律检查委员会委员、自治区公安厅党委书记、厅长（由一级警监晋升副总警监）
  - 李申学，吉林省委常委、省公安厅党委书记、厅长

- 2007年8月19日授予/晋升2名 
  - 梁伟发，广东省委常委、政法委书记、省公安厅厅长
  - 苏德良，宁夏自治区党委常委、政法委书记、自治区公安厅厅长（由一级警监晋升副总警监）

- 2008年6月20日授予/晋升4名 
  - 舒曉琴，江西省委常委、政法委书记、省公安厅厅长
  - 吴永文，湖北省委常委、政法委书记、省公安厅厅长
  - 李文喜，辽宁省政协副主席、省公安厅厅长
  - 张学兵，上海市市长助理、市公安局局长

- 2009年7月
  - 何挺，青海省人民政府副省长、省政府党组成员，省公安厅党委书记、厅长（由一级警监晋升副总警监）
  - 罗笑虎，中共甘肃省委常委、省委政法委书记，省公安厅厅长、党委书记

#### 2010年代授予/晋升
- 2010年
  - 傅政华，北京市公安局长，党组书记。
- 2011年3月
  - 李东生，公安部副部长兼党委副书记。
- 2011年5月
  - 王立军，时任 重庆市人民政府副市长、市政府党组成员、公安局党委书记、局长（由一级警监晋升副总警监）
- 2012年9月10日
  - 刘力伟，浙江省委常委、公安厅厅长
  - 孙建国，湖南省委常委、政法委书记、公安厅厅长
  - 黄关春，吉林省副省长、公安厅厅长
  - 朱昌杰，新疆维吾尔自治区副主席、公安厅厅长
  - 武长顺，天津市政协副主席、公安局局长
  - 马明，内蒙古自治区副主席、公安厅厅长
  - 刘志强，青海省副省长、公安厅厅长
- 2013年5月
  - 侍俊，四川省副省长、公安厅厅长
- 2013年9月
  - 李春生，广东省副省长、公安厅厅长（由一级警监晋升副总警监）
- 2015年12月
  - 刘跃进，公安部反恐专员（副部长级）、党委委员（由一级警监晋升副总警监）
- 2016年1月
  - 许甘露，河南省副省长、公安厅厅长（由一级警监晋升副总警监）

### 国家安全系统

#### 1990年代授予
- 1992年9月授予
  - 李治时，时任国家安全部党委委员、纪委书记

#### 其他
- 牛平，时任国家安全部副部长
- 余放，国家安全部副部长
- 丁人林，时任国家安全部副部长
- 邱进，国家安全部副部长
- 詹永杰，国家安全部副部长
- 樊守志，国家安全部党委委员、纪委书记
- 蔡旭敏，2004年6月任国家安全部副部长

## 现任副总警监

### 公安部领导
| 姓名   | 职务                                                       |
| ------ | ---------------------------------------------------------- |
| 亓延军 | 公安部党委副书记、分管日常工作的副部长（正部长级）、督察长 |
| 任爱荣 | 公安部党委委员、中央纪委国家监委驻公安部纪检监察组组长     |
| 徐大彤 | 公安部党委委员、副部长                                     |
| 王志忠 | 公安部党委委员、副部长，国家移民管理局党组书记、局长       |
| 凌志峰 | 公安部党委委员、政治部主任                                 |
| 岳修虎 | 公安部党委委员、反恐专员                                   |
| 杨维林 | 公安部党委委员、副部长                                     |

### 地方公安机关领导
因管理需要，各省级行政区公安机关主要领导一般高配为省级人民政府副职，授副总警监警衔。所任职务一般为：省（市、自治区）人民政府党组成员、副省长（副市长、副主席），省（市、自治区）公安厅（局）党委书记、厅（局）长、督察长，省（市、自治区）委政法委副书记。
| 姓名   | 省级行政区 | 上任或出缺日期 （任职或悬缺时间） | 出生年月           | 祖籍       |
| ------ | ---------- | --------------------------------- | ------------------ | ---------- |
| 秦运彪 | 北京       | 2024年12月31日 （213天）          | 1974年8月 （51岁） | 广西全州人 |
| 王瑛玮 | 天津       |                                   |                    |            |
| 王立彤 | 河北       |                                   |                    |            |
| 张韶华 | 山西       |                                   |                    |            |
| 郑光照 | 内蒙古     |                                   |                    |            |
| 郑 艺  | 辽宁       |                                   |                    |            |
| 陈育煌 | 吉林       |                                   |                    |            |
| 李 毅  | 黑龙江     |                                   |                    |            |
| 张亚宏 | 上海       |                                   |                    |            |
| 胡彬郴 | 江苏       |                                   |                    |            |
| 杨青玖 | 浙江       |                                   |                    |            |
| 覃卫国 | 安徽       |                                   |                    |            |
| 李建成 | 福建       |                                   |                    |            |
| 袁勤华 | 江西       |                                   |                    |            |
| 夏鳳儉 | 山东       |                                   |                    |            |
| 郑海洋 | 河南       |                                   |                    |            |
| 徐文海 | 湖北       |                                   |                    |            |
| 王一鸥 | 湖南       |                                   |                    |            |
| 刘国周 | 广东       |                                   |                    |            |
| 空缺中 | 广西       |                                   |                    |            |
| 蔡朝晖 | 海南       |                                   |                    |            |
| 张安疆 | 重庆       |                                   |                    |            |
| 黄瑞雪 | 四川       |                                   |                    |            |
| 贾利军 | 贵州       |                                   |                    |            |
| 胡大鹏 | 云南       |                                   |                    |            |
| 朱守科 | 西藏       |                                   |                    |            |
| 戴彬彬 | 陕西       |                                   |                    |            |
| 空缺中 | 甘肃       |                                   |                    |            |
| 李宏亚 | 青海       |                                   |                    |            |
| 吴 澜  | 宁夏       |                                   |                    |            |
| 潘 曦  | 新疆       |                                   |                    |            |

吉林省公安厅厅长陈育煌、宁夏回族自治区公安厅厅长吴澜暂未升任宁夏回族自治区副主席，因此仍为一级警监警衔。

### 国家安全部领导
| 姓名   | 职务                           |
| ------ | ------------------------------ |
| 袁亦鲲 | 国家安全部党委委员、副部长     |
| 聂福如 | 国家安全部党委委员、政治部主任 |
| 谭春霖 | 国家安全部党委委员、副部长     |

### 中央驻港国家安全公署领导
| 姓名   | 职务                 |
| ------ | -------------------- |
| 董经纬 | 驻港国家安全公署署长 |